# Прокопенко, Анна Порфировна
Анна Порфировна Прокопенко, другой вариант отчества — Прокофьевна (1915, Белгородская губерния, Российская империя — неизвестно, село Ластовцы, Украина) — рабочая Насакиральского совхоза Министерства сельского хозяйства СССР, Махарадзевский район, Грузинская ССР. Герой Социалистического Труда (1949) .

## Биография
Родилась в 1915 году в крестьянской семье в одном из сельских населённых пунктов современной Белгородской области. После получения начального образования трудилась в сельском хозяйстве. В 1933 году завербовалась на заработки в Грузию, где трудилась на чайной плантации Насакиральского совхоза Махарадзевского района, директором которого в 1940-х годах был Михаил Георгиевич Гварджаладзе. За выдающиеся трудовые достижения по итогам работы в 1950 году была награждена Орденом Ленина.
В 1950 году собрала 6297 килограмма зелёного чайного листа на участке площадью 0,5 гектара. Указом Президиума Верховного Совета СССР от 9 августа 1949 года удостоена звания Героя Социалистического Труда за "получение в 1950 году высоких урожаев сортового зелёного чайного листа с вручением ордена Ленина и золотой медали «Серп и Молот» (№ 6160).
Этим же указом званием Героя Социалистического Труда были награждены труженицы Насакиральского совхоза Мария Тимофеевна Ивахнова, Ирина Артёмовна Ковалёва, Прасковья Яковлевна Сотник, Лидия Терентьевна Топчиева и Елена Афанасьевна Фёдорова.
После выхода на пенсию проживала в селе Кведа-Насакирали. С 1968 года — персональный пенсионер союзного значения. В начале 1990-х годов переехала к сыну в село Ластовцы Хмельницкой области. Дата смерти не установлена (после апреля 2008 года).
Награды
- Герой Социалистического Труда
- Орден Ленина — дважды (05.07.1949; 1951)